# Girardia
Girardia és un gènere de triclàdide dugèsid que habita a l'aigua dolça.
Fins a l'any 1991 es considerava Girardia com a subgènere de Dugesia, aleshores fou elevat al rang de gènere. El gènere antic (Dugesia) es segueix emprant incorrectament en treballs recents per a algunes espècies de Girardia, especialment per Girardia dorotocephala i Girardia tigrina.
El gènere Girardia comprèn més de 40 espècies que presenten poques diferències morfològiques entre elles.

## Descripció
Moltes espècies de Girardia presenten grànuls de pigment a la paret exterior de la faringe.

## Espècies[7]
- Girardia anceps
- Girardia anderlani
- Girardia andina
- Girardia antillana
- Girardia arimana
- Girardia arizonensis
- Girardia aurita
- Girardia arndti
- Girardia avertiginis
- Girardia azteca
- Girardia barbarae
- Girardia biapertura
- Girardia bursalacertosa
- Girardia cameliae
- Girardia canai
- Girardia capacivasa
- Girardia chilla
- Girardia cubana
- Girardia dimorpha
- Girardia dorotocephala
- Girardia festae
- Girardia glandulosa
- Girardia graffi
- Girardia guatemalensis
- Girardia hoernesi
- Girardia hypoglauca
- Girardia informis
- Girardia jugosa
- Girardia longistriata
- Girardia mckenziei
- Girardia microbursalis
- Girardia nonatoi
- Girardia paramensis
- Girardia polyorchis
- Girardia rincona
- Girardia sanchezi
- Girardia schubarti
- Girardia seclusa
- Girardia sphincter
- Girardia striata
- Girardia tigrina
- Girardia titicacana
- Girardia typhlomexicana
- Girardia veneranda
- Girardia ururiograndeana